# Jan Hruszowiec
Jan Hruszowiec (ur. 14 sierpnia 1936 w Tuligłowicach, zm. 16 czerwca 2017 w Polanicy Zdroju) – polski duchowny rzymskokatolicki, Honorowy Obywatel Gminy Kostomłoty.

## Życiorys
Święcenia kapłańskie przyjął 23 czerwca 1963 we Wrocławiu. Był wikariuszem, a od czerwca 1975 roku proboszczem parafii św. Jadwigi w Świdnicy Polskiej. Pracował także jako nauczyciel religii w placówkach oświatowych na terenie gminy Kostomłoty. W 2011 został Honorowym Obywatelem Gminy Kostomłoty.